# Raphael Melki
Raphaël Melki, né le 15 juillet 1973 à Paris, est un entrepreneur, auteur et animateur radio. Créateur du site Schkopi, il est aujourd'hui reconnu comme l'un des experts de Prince et du Minneapolis Sound,.

## Biographie
Raphaël fait ses études au lycée Colbert et poursuit des études en cinéma à l'université Panthéon - Sorbonne.

### Prince
C'est en 1984 que Raphaël découvre la musique de Prince avec le disque Purple Rain acheté par son père, mais il se refuse à l'apprécier. Il faut dire qu'il est alors amateur de Michael Jackson et que Prince en est le rival.
En 1985, sa mère l’emmène voir le film Purple Rain, et Antenne 2 diffuse un concert du Purple Rain Tour. Malgré son rejet, l'esthétique et l'érotisme dégagé par le chanteur parle au garçon de 12 ans et l'artiste commence à s'immiscer, si bien que c'est lui qui demande à aller assister à l'un des concerts de l'artiste en 1986. Et cela se réalise le 25 Aout 1986 au Zénith. À partir de là pas de retour en arrière, l'intensité de ce live imprime au fer rouge une passion qui ne le quitte plus.
Depuis Raphaël a suivi l'artiste autour du globe assistant à une centaine de ses concerts. L'artiste a intégré toutes les parties de sa vie, influençant ses choix de vie, d'entourage, de carrière (sans surprise son agence porte le nom d'un des titres de Prince) ou même sa vie sentimentale.
En 1995, il crée sa première page internet personnelle où il parle de ses passions et qui deviendra le site Schkopi.com,, site de référence pour tout ce qui concerne Prince et l'ensemble du Minneapolis Sound. En effet non content de dévorer les productions de Prince, Raphaël élargi son intérêt à tout ce qui se rapproche de près ou de loin à l'artiste, et il y a de quoi faire. Le site devient une véritable communauté avec un forum très actif, des interviews, des contenus inédits et des soirées organisées.
Le 27 aout 1999 et le 3 septembre 1999 il assiste à deux répétitions privés à Paisley Park, en compagnie d'une vingtaine de personnes. Choisi par l'artiste lui même cela marque une consécration pour celui qui est passé de fan à expert. Une autre invitation du même ordre aura lieu dans la loge de l'artiste après un concert dans le New Jersey le 15 décembre 2010

## Carrière
Après un bref passage chez Canal + en sortie de maîtrise, Raphaël crée avec Fabien Cohen une agence web, Push It Up, en août 1998.
Il est également depuis 2012 responsable pédagogique de la filière communication à Mod'Spé Paris.

### Auteur
À la suite du décès de Prince, Raphaël publie en 2017, Purple Fam qui au travers du récit de la relation particulière qu'il entretenait avec Prince, retrace le parcours de l'artiste et de la communauté d'admirateurs qu'il a laissés orphelins le 21 Avril 2016,,.
En novembre 2024, il est l’un des auteurs de l’ouvrage Les mots de la musique, 222 musiciens du XXe siècle par 222 écrivains Éditions Fayard. Livre conduit sous la direction de Franck Médioni , oú 222 auteurs font un portrait sous forme de « petits précis d’admiration » de 222 musiciens du XXe siècle  Raphael Melki y écrit le chapitre Prince, l’artiste libre 

### Radio et Podcast
- Depuis Avril 2019 : animateur de La Musique Se Livre sur Fréquence protestante[16]
- Podcasts: 
  - Violet[17],[18]: Le premier podcast francophone dédié à Prince, et plus largement au son de Minneapolis[19].
  - Jams of the Year[20] : A chaque épisode 12 titres choisis parmi les classiques du Funk, du Rap, de la Soul, du New Jack Swing, du R&B, et des musiques urbaines, sortis sur une année.
  - Story d'Influence[21] : Dans chaque épisode un/une créateur/créatrice de contenus qui raconte son approche des réseaux sociaux d'Instagram à Youtube, de TikTok à Clubhouse.

### Télévision
- 2016 : Le grand journal - Invité et consultant (édition du 22 avril 2016 - Canal+)
- 2016 : His name was Prince de Sébastien Lamaison (Trace Urban)[22]
- 2017 : Mon Prince Est Parti de Thierry Guedj (France Télévisions)[23]